# Данил Буркења
Данил Сергејевич Буркења (рус. Данил Сергеевич Буркеня; Ашхабад, 20. јул 1978) је бивши руски атлетичар, специјалиста за троскок.

## Биографија
Од осме године се бавио кошарком, да би у 14-ој прешао на атлетику и убрзо је почео да успешно скаче увис. Тренер му је био Јевгениј Тер-Аванесов. Године 1995 са породицом пресељава из Ашхабада у Москву, где је уписао факултет. На факултету је играо кошарку и такмичио се у атлетици. Када се и његов бивши тренер преселио у Москву, Буркења је почео интензивно да тренира атлетику. Тренирао је скок увис, скок удаљ и троскок, а његова главна дисциплина је био скок удаљ, у којој је три године заредом био првак Русије 2000—2002. Године 2001. поставио је свој лични рекорд 8,31 метар.
Међутим, на светским такмичењима Буркења није имао успеха. Имао је лоше резултате на Олимпијским играма 2000. у Сиднеју и 2001. у Едмонтиону и 2003. у Паризу где није успевао да уђе у финале.
После низа неуспешних наступа у скоку удаљ, тренер му је предложио да пређе на троскок. Целу зимску сезону 2004. је радио на троскоку, припремајући се озбиљно за Олимпијске игре те године у Атини. Времена за опоравак је било мало, али су му самопоуздање вратили стабилни резултате скоковима око 17,30 м, и постављање личног рекорда 17,68 м на руском првенству одржаном уочи олимпијских игара.
На Играма 2004., квалификациону норму је прескочио тек у последњем покушају - 17,08. У финалу прва три скока нису били добри, али су били довољни да уђе међу осам и настави такмичење. Ти скокови су били уједначени скоко једнаки - 17,45, 17,48 и 17,47, што је било довољно за бронзану медаљу и његов највећи успех у каријери.
Учествовао је и на Летњим олимпијским играма 2008. у Пекингу, где је скакао лоше и скоком од 16,69 није успео да се пласира у финале. После овог неуспеха веома брзо је и завршио атлетску каријеру.

## Значајнији резултати
| Сезона | Такмичење                   | Локација             | Плас. | Дисциплина | Резултат | Детаљи |
| ------ | --------------------------- | -------------------- | ----- | ---------- | -------- | ------ |
| 2002   | Европско првенство          | Минхен, Немачка      | 5.    | Скок удаљ  | 7,90     | [ 1 ]  |
| 2004   | Светско првенство у дворани | Будимпешта, Мађарска | 7     | Троскок    | 16,62    | [ 2 ]  |
| 2004   | Олимпијске игре             | Атина, Грчка         |       | Троскок    | 17,48    | [ 3 ]  |
| 2004   | Светско атлетско финале     | Монте Карло, Монако  | 2     | Троскок    | 17,20    | [ 4 ]  |
| 2005   | Светско атлетско финале     | Монте Карло, Монако  | 4     | Троскок    | 17,10    | [ 5 ]  |
| 2006   | Европско првенство          | Гетеборг, Шведска    | 6     | Троскок    | 16,98    | [ 6 ]  |

- Нису унета учествовања на значајнијим такмичењима ОИ, СП и ЕП, на којима није успео да се пласира у финале.
- Три пута је био првак Русије у троскоку 2004, 2005 и 2006.
- Три пута је био првак Русије у скоку удаљ 2000, 2001 и 2002.

## Лични рекорди
на отвореном
троскок — 17,68 м (0,4), 31. јул 2004. Тула (Русија)
скок удаљ — 8,31 м (0,8), 31. јул 2004. Тула (Русија)
у дворани
троскок — 17,41 м, 29. јануар 2004. Самара (Русија)
скок удаљ — 6,31 м, 15. јануар 2009. Москва (Русија)